# Álvaro Obregón (Caborca)
Álvaro Obregón es una ranchería del municipio de Caborca ubicada en el noroeste del estado mexicano de Sonora, en la zona del desierto de Sonora. Según los datos del Censo de Población y Vivienda realizado en 2020 por el Instituto Nacional de Estadística y Geografía (INEGI), Álvaro Obregón tiene un total de 759 habitantes. Se encuentra en la carretera estatal 3, en el tramo 15 de Septiembre-Puerto Libertad.

## Geografía
Álvaro Obregón se sitúa en las coordenadas geográficas 30°47′36″ de latitud norte y 112°59'48" de longitud oeste del meridiano de Greenwich, a una elevación de 23 metros sobre el nivel del mar.